# 1570
Évszázadok: 15. század – 16. század – 17. század
Évtizedek: 1520-as évek – 1530-as évek – 1540-es évek – 1550-es évek – 1560-as évek – 1570-es évek – 1580-as évek – 1590-es évek – 1600-as évek – 1610-es évek – 1620-as évek
Évek: 1565 – 1566 – 1567 – 1568 –  1569 – 1570 – 1571 – 1572 – 1573 – 1574 – 1575

## Események

### Határozott dátumú események
- augusztus 8. – A saint-germaini békével lezárul a harmadik francia vallásháború.[1]
- augusztus 16. – II. János magyar király és Miksa magyar király megköti a speyeri szerződést, amely leszögezi, hogy Erdély a Magyar Korona elidegeníthetetlen része. János Zsigmond halála miatt a szerződés sohasem lépett életbe.[2]

### Határozatlan dátumú események
- V. Piusz pápa kiadja a trienti zsinat szellemében íródott misekönyvet (Missale Romanum).[3]
- Az oroszokkal kötött béke után nem sokkal újabb tatár-török invázió indul Oroszországba.
- II. Szelim oszmán szultán feladja a kelet-európai terjeszkedés tervét, ezzel véget ér az orosz-oszmán háború. A török hajóhadat a vihar szétszórja a Fekete-tengeren.

## Születések
- április 13. – Guy Fawkes angol katona, római katolikus összeesküvő († 1606)
- október 4. – Pázmány Péter, író, esztergomi érsek († 1637)
- Szamosközy István (latinosan Zamosius) erdélyi magyar történetíró († 1612)
- Alvinczi Péter magyar református lelkész, hitvitázó († 1634)

## Halálozások
- november 27. – Jacopo Sansovino olasz szobrász és építész, a reneszánsz stílus képviselője (* 1486)